# Leonardus Dobbelaar
Leonardus Dobbelaar CM (* 4. Mai 1942 in Hulst, Niederlande; † 21. März 2008 in Addis Abeba) war römisch-katholischer Ordensgeistlicher und Apostolischer Vikar des Apostolischen Vikariats in Nekemte.

## Leben
Leonardus Dobbelaar trat der Ordensgemeinschaft der Lazaristen (Vinzentiner) bei und empfing am 20. Juni 1969 die Priesterweihe.
1994 ernannte ihn Papst Johannes Paul II. zum Titularbischof von Luperciana und bestellte ihn zum Apostolischen Vikar von Nekemte in der Region Oromiyaa in Äthiopien. Er trat die Nachfolge von Fikre-Mariam Ghemetchu an. Die Bischofsweihe spendete ihm am 4. September 1994 der Bischof von Haarlem Hendrik Joseph Alois Bomers; Mitkonsekratoren waren Domenico Crescentino Marinozzi, Apostolischer Vikar von Soddo-Hosanna in Äthiopien, und Yohannes Woldegiorgis, Apostolischer Vikar von Meki in Äthiopien.
Er war Mitglied der Bischofskonferenz von Äthiopien und Verantwortlicher für die Priesterausbildung. Prälat Dobbelaar engagierte sich gegen die Beschneidung weiblicher Genitalien.